# Ромита, Джон (старший)
Джон В. Ромита-старший (англ. John V. Romita Sr.; 24 января 1930[…], Бруклин, Нью-Йорк — 12 июня 2023, Флорал-Парк, Нью-Йорк) — американский художник комиксов. Знаменит своими работами для «Marvel Comics», в частности, комиксами серии «The Amazing Spider-Man». Также некоторое время сотрудничал с «DC Comics».
Отец Джона Ромиты-младшего.

## Биография

### Ранние годы
Джон Ромита родился 24 января 1930 года в Бруклине (районе Нью-Йорка), в семье итальянского пекаря. У Джона было 3 сестры и брат.
Ромита закончил манхеттенскую Школу Индустриального Искусства в 1947 году. Среди учителей Джона были книжный иллюстратор Ховард Саймон (англ. Howard Simon) и журнальный иллюстратор Бен Клементс (англ. Ben Clements).
Поработав в компании «Forbes Lithograph» (где получал 30$ в неделю), Джон устроился работать призрачным графиком к комикс-контуровщику Лестеру Закарину (англ. Lester Zakarin), который платил Джону около 20$ за страницу.
В 1949 году Ромита начал работу художника комиксов в компании «Timley Comics» (где познакомился со Стэном Ли). Первой работой Джона был комикс серии «Famous Funnies».
В 1951 году Джон отправился на службу в армию США. Там Джон Ромита начал рисовать плакаты и постеры. Через восемь месяцев он был повышен до капрала, и ему было позволено жить вне базы.

### Atlas Comics и DC Comics
В середине 1950-х годов Джон продолжил работать на «Atlas Comics» (компанию, ранее называвшейся «Timley Comics») и «DC Comics». Его первыми известными работами для «DC» стала серия популярных романтических комиксов. Помимо этого для «DC» он также рисовал множество хоррор-сюжетов и военных комиксов.

### Marvel
Первой работой Джона Ромиты в компании «Marvel» стал комикс The Avengers #23 (1965, декабрь). Затем Ромита работал над выпусками #12—20 (1966, январь — сентябрь) серии Daredevil. А потом Джон стал постоянным художником серии The Amazing Spider-Man, заменив Стива Дитко и начав с выпуска #39 (1966, август).
Ромита создал внешность для Мэри Джейн Уотсон, взяв за основу образ актрисы Энн-Маргарет из киномюзикла «Пока, пташка» (рыжие волосы, зелёные глаза, светлый цвет кожи, общие черты лица, а также короткие облегающие юбки).
В период творческого сотрудничества Джона Ромиты со Стэном Ли было создано ещё несколько ключевых персонажей комиксов о Человеке-пауке, дебютировавших в серии «The Amazing Spider-Man».
| Персонаж | Первое появление | Первое появление |
| Персонаж | Номер выпуска    | Дата             |
| -------- | ---------------- | ---------------- |
| Кингпин  | 50               | 1967, июнь       |
| Носорог  | 41               | 1966, октябрь    |
| Шокер    | 46               | 1967, март       |

В 1972 году Ромита стал арт-директором компании «Marvel».
Летом 1973 года вышла написанная Джерри Конвейем значимая сюжетная арка «The Night Gwen Stacy Died», проиллюстрированная Джоном Ромитой-старшим и Гилом Кейном. События этого сюжета разворачиваются в выпусках #121—122 комикса The Amazing Spider-Man.
В 1976 году вышел комикс Superman vs. the Amazing Spider-Man — первый кроссовер, в котором одновременно появились персонажи и DC, и Marvel. Сценаристом комикса выступил Джерри Конвей, а художниками — Джон Ромита-старший, Эндрю Росс и Нил Адамс.
В декабре 2003 года вышел юбилейный выпуск (#500) комикса The Amazing Spider-Man, в котором была третья (и последняя) часть сюжета «Happy Birthday». Художниками комикса стали Джон Ромита-старший и его сын Джон Ромита-младший. Комикс также вышел в России, в журнале «Новые приключения Человека-паука» #29 издательства «КОМИКС».
Выпущенная в 2007 году серия цветных коммеморативных марок «Marvel Super Heroes» содержит изображения 10 обложек комиксов и 10 портретов персонажей. Среди них есть две марки, представляющие собой нарисованных Джоном Ромитой супергероев Человека-паука и Халка (совместно с Ричем Баклером).
Является членом «A Commitment to Our Roots» — первой признанной на государственном уровне некоммерческой организации, помогающей деятелям комикс-индустрии.

### Личная жизнь
Джон Ромита-старший в ноябре 1952 года женился на Вирджинии Хопкинс (англ. Virginia Hopkins), трафик-менеджере компании «Marvel»). Они жили в Бруклинском районе Бенсонхерст до переезда в 1954 году в Куинский район Куинс-Виллидж.
У Джона есть два сына — Виктор и Джон (род. 17 августа 1956 года), причём последний пошёл по стопам отца и тоже стал художником комиксов.

### DC Comics
- DC 100 Page Super Spectacular[англ.] № 5 (1971)
- Falling in Love № 31, 35, 50, 53—55, 70, 81 (1959—1966)
- Girls' Love Stories[англ.] № 82—88, 90—99, 101, 116, 120, 138, 140, 162, 165, 170 (1961—1972)
- Girls' Romances[англ.] № 23, 62, 76, 85, 93—95, 114, 121, 129, 159—160 (1953—1971)
- Heart Throbs[англ.] № 63, 65—67, 77—86, 90, 93, 99, 101 (1959—1966)
- Secret Hearts № 43, 60, 69—70, 78—93, 109, 152—153 (1957—1971)
- Young Love[англ.] № 39—43, 45—54 (1963—1966)
- Young Romance № 125—128, 130—132, 171—172, 175 (1963—1971)

### Marvel Comics
- Adventures into Weird Worlds № 21 (1953)
- All-True Crime № 44 (1951)
- The Amazing Spider-Man № 39—58, 67, 72, 82—83, 87—88, 93—95, 106—119, 132, 365, Annual '96 № 1 (as penciller); № 89—92, 96, 120—125, 146, 151, 238, 247, 274, 400, Annual № 16 (контуровщик) (1966—1995)
- The Amazing Spider-Man vol. 2 № 18 (контуровщик) (2000)
- The Amazing Spider-Man Special Edition (1982)
- The Amazing Spider-Man comic strip (1977—80)
- Astonishing № 7, 18, 24, 43, 57, 61 (1951—1957)
- Avengers № 23 (контуровщик) (1965)
- Battle № 14, 26, 39, 45, 49, 53, 57—59 (1952—1958)
- Battle Action № 20, 22, 25, 27, 29 (1955—1957)
- Battlefront № 6, 10 (1952—1953)
- Battle Ground № 9 (1956)
- Black Knight № 4 (1955)
- Captain America № 114, 138—145, 148 (1969—1972)
- Captain America vol. 3 № 50 (вместе с другими художниками) (2002)
- Captain America Comics № 76—78 (1954)
- Caught № 2 (1956)
- Combat № 3, 6 (1952)
- Commando Adventures № 2 (1957)
- Cowboy Action № 10 (1956)
- Crime Cases Comics № 7 (1951)
- Crime Exposed № 5 (1951)
- Daredevil № 12—19 (1966)
- Daredevil vol. 2 № 50, 100 (вместе с другими художниками) (2003—2007)
- Doctor Strange vol. 2 № 7 (контуровщик) (1975)
- Droids № 1—4 (1986)
- Fantastic four № 103—106, 108 (1970—1971)
- Frontier Western № 7 (1957)
- Gunsmoke Western № 38 (1956)
- The Incredible Hulk[англ.] Annual № 17 (1991)
- Journey Into Unknown Worlds № 22 (1953)
- Jungle Action[англ.] № 2—6 (1954—1955)
- Justice № 42 (1954)
- Kid Colt[англ.] Outlaw № 70 (1957)
- Kingpin № 1 (1997)
- Lorna, the Jungle Girl № 17—26 (1956—1957)
- Love Romances № 35, 37 (1954)
- Marines in Battle № 3—4, 19 (1954—1957)
- Marvel Romance Redux: But I Thought He Loved Me № 1 (контуровщик) (2006)
- Marvel Romance Redux: Guys & Dolls № 1 (контуровщик) (2006)
- Marvel Romance Redux: Love is a Four-Letter Word № 1 (2006)
- Marvel Tales № 108 (1952)
- Marvel Tales vol. 2 № 81 (1977)
- Marvel Treasury Special № 2 («Captain America’s Bicentennial Battles») (контуровщик) (1976)
- Men’s Adventures № 22, 24, 28 (1953—1954)
- Menace № 3, 6, 8, 11 (1953—1954)
- My Love № 1—3, 14, 16 (1969—1972)
- My Love Story № 9 (1957)
- My Own Romance № 36, 40 (1954)
- Mystery Tales № 7, 37, 41 (1953—1956)
- Mystic № 11, 15, 23, 25 (1952—1953)
- Navy Action № 5 (1955)
- Navy Combat № 12 (1957)
- Our Love Story № 1—2, 5 (контуровщик) (1969—1970)
- Outlaw Kid[англ.] № 5 (1955)
- Questprobe № 1 (контуровщик) (1984)
- Ringo Kid[англ.] № 11 (1956)
- Savage Tales[англ.] (Femizons) № 1 (1971)
- Secret Story Romances № 16, 18 (1955)
- Sergio Aragonés Massacres Marvel № 1 (контуровщик) (1996)
- Six-Gun Western № 1, 4 (1957)
- Spaceman № 1 (1953)
- The Spectacular Spider-Man № 121, Annual № 13 (1986—1993)
- The Spectacular Spider-Man magazine № 1—2 (1968)
- Spellbound № 13, 24, 26—28 (1953—1956)
- Spider-Man vol. 1 № 57 (penciller) (1995, апрель)
- Spider-Man: The Mutant Agenda № 0 (1994)
- Spy Cases № 5 (1951)
- Stories of Romance № 5, 11 (1956—1957)
- Strange Tales № 4, 35 (1951—1955)
- Strange Tales of the Unusual № 1 (1955)
- Suspense № 20, 25 (1952)
- Tales of Suspense (Captain America) № 76—77 (1966)
- Tales to Astonish № 67 (Giant Man); № 77 (Hulk) (контуровщик) (1965—1966)
- The Tomb of Dracula[англ.] magazine № 2 (контуровщик) (1979)
- True Secrets № 4, 13, 38 (1951—1956)
- Two Gun Western № 8 (контуровщик) (1951)
- Ultimate Spider-Man Super Special № 1 (2002)
- Uncanny Tales № 10 (1953)
- Uncanny X-Men № 177 (контуровщик) (1984)
- Universe X: Spidey № 1 (контуровщик) (2001)
- Untold Tales of Spider-Man №-1 (1997)
- Vampire Tales № 2 (1973)
- War Action № 10—11 (1953)
- War Adventures № 7, 9 (1952)
- War Comics № 10, 16, 20, 29, 40, 42 (1952—1956)
- Web of Spider-Man № 52 (контуровщик) (1989)
- Webspinners: Tales of Spider-Man № 1 («The Kiss») (1999, январь)
- Western Kid[англ.] № 1—17 (1954—1957)
- Western Outlaws № 1, 7, 11, 13—14 (1954—1956)
- Western Outlaws and Sheriffs № 70 (1951)
- Wild Western № 24 (1952)
- World of Mystery № 2 "(1956)
- World of Suspense № 5 (1956)
- Young Men № 24—28 (Captain America) (1953—1954)

### Marvel Comics / DC Comics
- Superman vs. the Amazing Spider-Man (1976)

## Награды
- 2001 Will Eisner Comic Industry Awards — Hall of Fame — номинация;
- 2002 Will Eisner Comic Industry Awards — Hall of Fame: (Voter’s choice) — победа.[21]